# Kłodawa-Folwark
Kłodawa-Folwark – część wsi Głogowa w Polsce, położona w województwie wielkopolskim, w powiecie kolskim, w gminie Kłodawa. W latach 1954–1969 w granicach miasta Kłodawy.

## Historia
Dawniej samodzielna miejscowość (folwark) należąca od 1867 do gminy Kłodawa w  powiecie kolskim, od 1919 w województwie łódzkim. W 1933 roku otrzymała status gromady (sołectwa) w gminie Kłodawa. Od 1 kwietnia 1938 w województwie poznańskim.
Po wojnie zachowała przynależność administracyjną, stanowiąc jedną z 19 gromad gminy Kłodawa w powiecie kolskim w województwie poznańskim. W związku z reformą administracyjną kraju jesienią 1954 całą gromadę Kłodawa-Folwark włączono do miasta Kłodawy.
1 stycznia 1970 Kłodawę-Folwark (1,384 ha) wyłączono ponownie z Kłodawy i włączono do gromady Kłodawa w tymże powiecie. Tam przetrwała do końca 1972, a w związku z kolejną reformą administracyjną kraju weszła w skład gminy Kłodawa.
W latach 1975–1998 miejscowość należała administracyjnie do województwa konińskiego.